# Angelo la Débrouille
 (janvier 2023).
Améliorez-le ou discutez des points à vérifier. 
 (février 2023).
- Si vous ne connaissez pas le sujet, laissez ce bandeau (vous pouvez alors contacter les auteurs).
- Si vous supprimez le contenu mis en cause (vous pouvez préalablement contacter les auteurs),

argumentez précisément cette suppression dans la page de discussion
(un manque de référence n'est pas un argument ; une recherche réelle de référence doit avoir été effectuée, être formellement documentée).
Production
Diffusion
Angelo la Débrouille est une série télévisée d'animation française, réalisée en 3D, produite par TeamTO et Cake Entertainment et produite par Sylvie de Mathuisieulx et Sébastien Diologent.
La série est diffusée en France le 5 avril 2009 sur France 3 puis sur France 4 à partir d'avril 2010 puis par la suite sur Télétoon+. Elle est inspirée des livres de la série Comment faire enrager… créée par Sylvie de Mathuisieulx et Sébastien Diologent, parus aux éditions Petit à petit. Au Québec, elle a été diffusée à partir de l'automne 2011 sur Vrak.TV, et en Allemagne sur Super RTL, ainsi qu'en Angleterre elle est diffusée sur Cartoon Network depuis le 1er janvier 2010 jusqu'à 2018[réf. nécessaire].
La série a été récompensée et nommée à plusieurs reprises entre 2009 et 2013,. Elle a aussi été adaptée en jeux mobile.

## Synopsis
La série suit la vie d'Angelo, 11 ans, qui parvient à éviter les problèmes en utilisant des technologies amusantes et des rebondissements. Avec ses amis Lola et Victor, il met en place des stratagèmes pour se sortir de n'importe quelle situation. Les épisodes les plus récents porteront sur des technologies actuelles comme la réalité virtuelle, le financement participatif et les réseaux sociaux,.

## Personnages

### Personnages principaux
- Angelo : Le héros de la série : un garçon de neuf à dix ans (dans la saison 1) puis onze ans (depuis la saison 2), maître dans l'art de la stratégie, non pas d’enfreindre les règles (excepté quelquefois dans la saison 2), mais d’en dénicher les failles grâce à son intelligence et son sens de l’observation. On apprend que ses expertises lui viennent de son enfance référant au pilote Le guide indispensable de la débrouille : de ce pas, il aurait tout « compris » sur le monde qui l'entoure, enfin presque… Anthropologue en herbe, en dépit de ses petites expériences de la vie, il tire des « vérités » générales sur lesquelles il fonde ses théories et ses stratégies : « Les filles se lavent toujours les cheveux le dimanche ! » ou « L'impossible peut devenir possible ! » ou encore « Les chats c’est comme les p'tits frères, on ne peut pas les intéresser plus de cinq minutes ! ». Et comme certaines de ses conclusions qui sont un peu hâtives, voire que les plans d’Angelo ne se déroulent pas toujours comme prévu… Angelo est quand même un personnage confiant et optimiste, se qualifiant de super-justicier, presque aucune situation ne le déstabilise. S’il ne trouve pas la solution idéale, il n’hésite pas à foncer à l’intuition ou à exploiter des alternatives possibles. Notre héros est celui qui décide de relever les défis et il accepte volontiers l’aide enthousiaste de ses deux meilleurs amis, Lola et Victor. Trois personnalités complémentaires ne sont pas de trop pour mener à bien les plans complexes d’Angelo, mais aussi pour rattraper le coup lorsqu’il n’a pas anticipé toutes les conséquences. Ses deux amis et lui sont fans du groupe Slobber. Il est aussi amoureux de Julie, la cousine de Lola, puis de Lilou en saison 5. Dans l'épisode Le Casse de l'école, on apprend que son second prénom est Robert, et dans la saison 3, Victor mentionne son troisième prénom comme étant Blaise. D'après le test d'orientation de Monsieur Leroux, Angelo aurait les compétences requises pour devenir agent secret.

- Lola : elle a douze ans et est la voisine d’Angelo depuis la maternelle. Ils se connaissent si bien que l'un termine parfois les phrases de l’autre. À partir de la saison 4 on apprend qu'elle a une sœur aînée, mais elle apparaît souvent comme très autonome. Quand Angelo a un plan, c’est elle qui fignole les détails. Sans elle, certaines de ses brillantes idées tourneraient courtes, elle est si aimable qu'elle n'aime pas vexer quelqu'un. Elle est très enthousiaste et amusante et de ce fait, elle aime beaucoup faire rire les autres en leur racontant des blagues qui lui sont propres ou en leur faisant des farces. Angelo lui fait confiance car elle est intelligente, pleine de ressources, fonceuse et qu'il est amoureux de sa cousine Julie. Bien qu’elle soit souvent avec les garçons, Lola a également un groupe de copines et de copains avec lesquels elle papote et échange des textos. C’est une fille « cool » et la seule personne du groupe à posséder un téléphone portable (jusqu'à la quatrième saison dans laquelle tout le groupe possède un téléphone : ce détail est flou puisque Angelo a un téléphone notamment dans les épisodes Stupide téléphone et Record à battre pourtant dans l'épisode Sécurité maximale ce dernier dit ne pas avoir de téléphone et demande celui de sa mère.) ce qu’elle met souvent à contribution dans les plans d’Angelo, elle ne laisse jamais Angelo et Victor rester à ses soirées entre filles (même si la plupart du temps, ce sont eux qui l'ont aidé à organiser ces fêtes) : Angelo aussi ne l'invite pas à ses soirées entre amis, mais à la fin de l'épisode Pyjama partie, il dit qu'il invitera Lola à ses prochaines soirées alors qu'elle ne l'a jamais invité aux siennes. On découvre dans l'épisode Les Pigeons qu'elle a une peur bleue des pigeons, ces derniers ont gâché sa première fête d'anniversaire en mangeant son gâteau. Elle est tellement fan de Slobber qu'elle arrive à mémoriser par cœur leur biographie. Selon le test d'orientation, elle sera plus tard présentatrice de télévision.

- Victor : il a onze ans et est le meilleur ami d'Angelo depuis qu'ils ont deux ans. Ils sont dans la même classe. Victor est plus réservé et un peu « geek » sur les bords, mais c’est un ami extraordinaire et fidèle. Meilleur ami d'Angelo, il jouait avec lui et ils partageaient beaucoup ensemble. Ils parlaient un drôle de charabia à l'époque (qui serait une langue que Victor a apprise). Il n’est pas toujours convaincu de la nécessité des défis qu’Angelo veut relever, mais, il se laisse quand même convaincre facilement par ce dernier, et avec Lola, c'est le trio idéal. Ses nombreux talents sont autant de précieux atouts : très doué pour tout ce qui touche à l’électronique et à l’informatique, il est, en quelque sorte, un MacGyver en herbe, ce qui fait de lui, le plus intelligent de leur école et le plus prévoyant. Les parents de Victor sont très protecteurs envers ce dernier, surtout sa mère qui veut qu'il "découvre de nouveaux horizons". Angelo lui offre ses plus belles minutes de liberté et d’adrénaline, mais aussi ses grandes frayeurs. Victor ne comprend strictement rien aux filles, mais cela ne l’empêche pas d’avoir un petit béguin pour Alvina, la sœur aînée d’Angelo dans la première saison, même si elle ne se souvient souvent pas de son prénom. Il est également amoureux d'Olivia dans un certain sens… Dans l'épisode Pour la gloire, on apprend que son tic traditionnel se prononce Akibada, et grâce à ce tic il a pu devenir célèbre à travers le monde et notamment au Japon. Il a été responsable de la discipline avant Gladys puis il aimerait devenir, plus tard, astronaute. Par contre, selon le test d'orientation, il a les compétences requises pour devenir professeur, à son plus grand désarroi.

### Personnages récurrents
- Papa : c'est le père d'Angelo. Il se montre la plupart du temps immature et est parfois incapable de prendre d'importantes décisions. Il est aussi impulsif et sert parfois de pion aux farces de son fils. En plus de l'ingéniosité bien connue de Maman, cette anecdote prouve l'origine même de l'intelligence d'Angelo. Il existe un lien très fort entre Angelo et son père, même lorsque Angelo s’attire des ennuis. L'autorité naturelle de Maman sur ses enfants déborde parfois sur Papa, faisant presque de lui le premier enfant de la famille. Mais malgré tout, Papa et Maman forment un couple uni. Il est fan du basket et c'est un grand supporteur des Dragons Rouges, il est également fanatique de la gymnastique rythmique. Dans son enfance, il rêvait de devenir rockeur : ce vœu s'est exaucé grâce à Angelo. Son travail est très compliqué car selon lui, c'est son invasion qui est au fait l'inverse de sa vocation. Son métier est ainsi tellement ennuyeux qu'à chaque présentation du métier du père d'élève à l'école d'Angelo, il trouve une astuce pour qu'il n'explique pas son vrai métier (comme dans l'épisode Mon père ce héros) ou alors il lui fait se présenter sous un métier qu'il n'a jamais fait (comme dans l'épisode Mon papa ce cascadeur). Ses phrases favorites se terminent toujours par l'expression « Brouette en bois ! », elle est surtout utilisée dans sa phrase favorite : « Nom d'une brouette en bois ». Angelo mentionne son deuxième prénom dans l'épisode La reine des tricheuses comme étant Charles. Dans l'épisode Rendez-nous le basket, on apprend que le père d'Angelo était ancien entraîneur de gymnastique en 1982. C'était aussi un roi de la tarte comme on l'apprend dans l'épisode Top tarte.

- Maman : la mère d'Angelo et la plus responsable dans la famille. Elle travaille dans une galerie d’art où elle est chargée de la vente des tableaux, ce qui exige beaucoup de temps et de concentration. À la maison, c’est elle qui décide de tout. Dans ce foyer un peu chaotique, elle s’efforce de maintenir la paix entre les enfants, et en apparence, se débrouille plutôt bien pour surveiller son monde. Elle peut se laisser surprendre par la logique d’Angelo, mais elle le connaît sur le bout des doigts et ne se laisse pas berner facilement. Elle aimerait évidemment que son fils soit un peu moins espiègle, mais, secrètement, Maman est plutôt fière de l’ingéniosité d’Angelo. Elle aimerait également des vacances dans son travail. Fan de la musique expérimentale, seul plaisir qu'Angelo lui a arraché, elle aime se détendre aussi grâce au yoga. Dans son enfance, elle rêvait de devenir hockeyeuse professionnelle.

- Alvina : âgée de quatorze puis seize ans, Alvina est la grande sœur d’Angelo et de Pierre. Irresponsable, ambitieuse et flemmarde, elle commence déjà à réfléchir à ce qu’elle aimerait faire de sa vie (être hôtesse de l’air par exemple) du fait qu'elle ait terminé l'école et à apprécier l’effet qu’elle a sur Arthur (qui a de beaux pectoraux, et un magnifique sourire de pub pour dentifrice). Elle est incollable au badminton et au tennis. Comme Angelo sait parfaitement obtenir ce qu’il veut, Alvina prend à un malin plaisir à signaler qu’il est bien trop jeune pour faire ci ou ça, et à rappeler à ses parents qu’elle n’en avait pas le droit à son âge. C’est sa manière toute personnelle de semer des obstacles sur le chemin d’Angelo. Dans la saison 2, Alvina a des cheveux courts, a changé de pantalon et porte des ballerines. On remarque aussi dans cette même saison qu'elle est plus susceptible que dans la saison 1, Angelo sans savoir s'est alors frotté à sa mauvaise personne. Dans la saison 3, elle change de comportement vis-à-vis d'Angelo, elle devient plus calme et moins agressive, mais elle n'a pas encore changé ses caractéristiques vestimentaires sauf la boucle d'oreille qu'elle porte désormais sur son oreille gauche. Dans la saison 4, elle appelle Lola et Victor les potes d'Angelo. Elle est très débrouillarde : c'est sûrement d'elle qu'Angelo hérite du côté de sa débrouillardise. On découvre dans l'épisode Stupide téléphone qu'elle peut passer assez de temps sur son téléphone au point d'en être obsédée : cette obsession lui a été enlevée par Angelo et ses amis. Elle est tombée amoureuse d'Arthur depuis son enfance. Au cours de la saison 3, Alvina fait de la conduite accompagnée et obtient son permis de conduire dans l'épisode Conduite accompagnée.

- Pierre : il a cinq ans (puis sept), c'est le petit frère d'Angelo. Il porte toujours une casquette jaune dont il ne se sépare que pendant qu'il dort. À la maison, il bondit littéralement comme un chimpanzé, prétextant être un homme des cavernes, un super héros ou un viking, et regarde des dessins animés, comme Les Wiznimaux ou La Ferme enchantée. Mais pour ce qui est des corvées à la maison, c’est un vrai paresseux : ranger sa chambre, changer la litière du chat, etc. Il joue alors la carte du « bébé » pour obtenir ce qu'il veut, au grand dam d'Angelo. Il veut tout ce que son grand-frère possède, même s'il a quatre ans de moins, et râle s’il ne reçoit pas la même chose qu’Angelo. Parfois, Pierre et Angelo peuvent s’allier pour affronter un « ennemi » commun, mais il peut aussi être un redoutable adversaire : derrière une apparence un peu naïve de « petit-frère » se cache un petit garçon intelligent, comme le montre l'épisode Qui a tué Monsieur Lapin ? ; ce n’est pas vraiment étonnant puisqu’il prend son frère aîné pour modèle. Pierre aime beaucoup la compagnie de Lola. Lorsqu'il prend beaucoup de sucrerie, cela peut avoir des effets indésirables sur lui et peut en être accro. Un épisode spécial intitulé Le Jour de Pierre lui est exclusivement dédié.

- Nirvana (Les BD Angelo la débrouille mentionnent le chat sous le nom de Nirvana bien qu’il est nommée Mirvana dans la série animée) : c'est le chat de la famille ainsi qu'avec M. Bubulle, le poisson en bocal de la maison. Il reçoit peu de marques d’affection : Pierre préfère le chasser telle une bête sauvage, Alvina prétend aimer les chats mais elle le repousse ou même le piétine sans savoir, Angelo se sert de lui pour exécuter ses objectifs et il arrive toujours à attendrir la mère d'Angelo. Pour résumer, il est souvent une calamité que la famille cherche à éviter. Il était le chat de la famille depuis longtemps et était mieux aisé à l'époque, parce qu'Angelo veillait bien sur lui. Son jumeau, le chat de Cathy, lui ressemble beaucoup.

- Gladys De La Fourbinière : apparaît seulement à partir de la saison 2, Angelo et Victor se sont moqués de son nom en l'appelant lors de sa présentation à la classe « Gladys De La Fourmilière ». C'est la nièce de M.Leroux et la responsable de la discipline dans l'école, elle aime énormément les défis et peut être très souvent rapporteuse, narcissique, et très malicieuse. C'est une grande rivale d'Angelo qu'elle aime appeler parfois « Loser » ou « Angelooser ». Elle peut détecter les moindres plans d'Angelo assez facilement et fait preuve d'un optimisme et d'une grande assurance dans ses actions, mais tout lui retombe toujours dessus plus tard. Comme elle fut désignée responsable de sa classe et de l'établissement, elle n'hésite pas à fournir des avertissements à quiconque faisant une simple bêtise. Dans l'épisode Dark Angelo, elle se fait aider par Angelo, qui lui démontre qu'après tout, il a un cœur, elle a même failli embrasser ce dernier, mais ce n'était qu'un rêve. À partir de cet épisode, Gladys se rend compte de ses véritables sentiments pour Angelo. Elle aime la musique classique surtout celle moderne, douée en danse mais n'aime pas Slobber, les qualifiant comme trop bruyants, puis finit quand même par apprécier un petit-peu le groupe. Elle commence même à aider de temps en temps Angelo (surtout quand elle aussi est dans le pétrin). Dans l'épisode L'Équilibre de l'univers, Angelo veut devenir ami avec Gladys et veut l'intégrer dans sa bande mais cette dernière est douteuse. Alors qu'il cite de ses qualités à Lola et Victor, Gladys qui était cachée derrière a entendue et elle réalise qu'Angelo l'apprécie. Gladys intègre alors la bande et devient ami avec Angelo mais tout se passe bizarrement juste quand ils deviennent amis : ce n'était finalement qu'un rêve qui donnait l'envie à Angelo de devenir ami avec la jeune fille.

- Walter Manetti : c'est le plus fort et la « brute » du collège d'Angelo. Hargneux, égocentrique, irréfléchi et sommeillant en cours, ses poings sont plus rapides que son cerveau et il garde des caractères de cochon. Il se prend pour un grand intellectuel alors que son taux de Q.I. est proche de zéro… Il est quand même capable de jouer du violon, en dépit de ses habitudes de cancre. Sa phrase fétiche est « Manetti sort ». Il est tombé amoureux d'Alvina dans un épisode intitulé Manetti amoureux et de Lola dans Manetti doit gagner. Selon les tests d'orientation, plus tard il devrait être garde du corps. Il ne sait pas résister à l'odeur des gâteaux et aux fruits. S'il se fait appeler tout le temps Manetti, c'est parce qu'il trouve son prénom Walter trop ringard. On découvre qu'enfant, il était aussi mou que Bertrand-François et qu'il était l'objet d'humiliations. Puisqu'il en avait assez des moqueries, il devint dur envers tout son monde. C'est d'ailleurs pour cela qu'il admire Bertrand-François, car ce dernier résiste aux moqueries. Il s'exprime très souvent à la 3e personne du singulier.

- Eliott : le frère cadet de Manetti, il est le meilleur ami de Pierre et se rend souvent chez lui pour goûter ou pour jouer. Il ressemble copieusement à son frère et est très naïf pour son âge. Dans l'épisode Tu veux t'battre ?, il cherche à affronter Angelo en combat singulier mais Angelo l'entraîne, ainsi que tous leurs spectateurs, dans une bataille d'oreillers car, selon ce dernier, personne n'a mentionné le genre de bataille dont il devait s'agir. Dans Karaté, avec Pierre, ils ont mis au tapis son grand-frère au grand dam d'Angelo et Victor ; ils ont même obtenu une ceinture marron de la part de Zonka.

- Arthur : le grand frère de Bertrand-François. Il est très costaud et Alvina et Lucie en sont amoureuses. Il joue dans l'équipe de foot de M. Zonka, il en était le capitaine avant Victor. Une des choses qui embête Angelo chez lui est son côté frimeur, et le fait qu'il se moque de tout le monde. Son poste au Parc Aventure est chef-adjoint.

- Bertrand-François : un élève de la classe d'Angelo. Il est le petit frère d'Arthur et ses parents tiennent le Parc Aventure. Il est certes mou et il ne détient pas l'âme d'un sportif ordinaire. Il est même souvent surnommé Perdant-François par ses camarades et paraît faible aux yeux de tous. Dans un épisode, il réussit à marquer un panier au basket-ball sans le vouloir et sans même regarder suivi des applaudissements de ses camarades. On découvre également dans l'épisode La révélation de Bertrand-François qu'il est un excellent danseur, mais uniquement sur une musique donnée. Il est un des souffre-douleur de Manetti et de Gladys qui adorent lui faire peur et pour qui Manetti éprouve une certaine admiration. Il est également amoureux d'Olivia, devenue sa petite-amie en saison 1. Dans celle ci, il est aussi tombé amoureux de Lola et a mentionné dans l'épisode Porte-à-porte-à-porte que Manetti et lui s'entendaient maintenant à merveille grâce au solde de rouleaux pour le concert de Slobber toutefois Manetti le trahira par la suite à cause de l'argent et même décidera d'aller au concert sans lui. On lui colle aussi le sobriquet de Gaffe-Man.

- Oscar Leroux : il est le professeur principal d’Angelo. Suspicieux, rabat-joie et naturellement méfiant vis-à-vis des enfants qui lui en font voir de toutes les couleurs, c'est un professeur plutôt strict en classe, mais il se révèle aussi être un personnage farfelu. Il a également un faible pour Mademoiselle Perla et a un talent incongru pour le tennis de table. Quand il était jeune, il était moins rigoureux et bien mou. On découvre dans l'épisode Mon papa ce cascadeur que son deuxième prénom est Norbert. Son chien se nomme Barnabé, c'est d'ailleurs, le mot de passe sur son ordinateur. Étant l'oncle de Gladys et que cette dernière ne porte pas le même nom de famille que lui, on peut penser qu'il a des frères et sœurs. Dans la saison 2, on apprend qu'il était le meilleur ami du papa d'Angelo et qu'ils se connaissent depuis leurs plus jeune âge, suite à une farce qui s'est retourné contre lui, il décide de ne plus parler au Papa d'Angelo ce qui explique que c'est toujours la maman d'Angelo qui va aux réunions parents profs. Dans l'épisode L'Infiltré, M. Leroux est renvoyé dans une pension en Sibérie puis reviendra en saison 5.

- Vladimir Zonka : le professeur d'éducation physique de l'école d'Angelo, extrêmement bruyant et sportif (il prétend brûler 2 000 calories par jour et il marche dix kilomètres pour se rendre à l'école…), il aime beaucoup raconter sa vie à quiconque désire l'entendre. Selon Angelo, quand un professeur est absent, c'est toujours lui qui en est le remplaçant. Dans l'épisode Zonka hors-jeu, on découvre qu'en réalité, il ne dispose d'aucun talent pour le football.

- Olivia : une élève de la classe d'Angelo. Elle travaille comme rédactrice au journal de l'école. Elle a les cheveux roux avec des grains de beauté sur le visage et c'est la petite amie de Bertrand-François en saison 1. En tant que journaliste de son école et ayant de bonnes techniques d'interview, de rédactions et de publications, elle a une carte de presse. Elle a aussi une certaine célébrité auprès de ses camarades et de beaucoup d'adultes à cause de son attitude cool et de ses fêtes.

- Annie : c'est aussi une camarade de classe d'Angelo et la meilleure amie d'Olivia et l'amie d'enfance de Bertrand-François. Elle aussi a un téléphone cellulaire comme Lola; elle a les cheveux blonds et elle a été décrite comme étant pleurnicharde et sensible dans la saison 1, également très apeurée dans certaines situations délicates et un peu pernicieuse dans la saison 2, même si plus tard elle ne fait plus souvent attention aux bobards que lui raconte son entourage. Elle apparaît dans plusieurs des épisodes bien qu'elle n'y ait pas de rôle particulier mais on apprend que c'était l'amie d'enfance de Bertrand-François.

- Julie : la cousine de Lola et Angelo en est amoureux pendant les premières saisons. Elle assure en BMX.

- Jules : le facteur qui est aussi vigile. Il a un béguin pour Cathy, qui deviendra sa petite amie. Il aime la pâtisserie et est aussi un grand fan des « Vigiles de l’espace ». On apprend dans l'épisode Parent de l'année qu'il a une fille de six ans.

- Brice : un élève d'une classe supérieure à celle d'Angelo. Il est un peu naïf. Il pratique le basket-ball et le volley-ball, il a les cheveux roux (ou marrons) et porte un débardeur jaune avec un 8 marqué dessus. C'est, évidemment, l'un des élèves favoris de Zonka. Il est très proche d'Enzo et Lucie. Tous les trois ressemblent à Angelo et à ses deux amis, mais en plus âgés.

- Enzo : un élève de la classe de Brice, qui est son meilleur ami. Il est comme lui, fort au sport, très relax et aime pratiquer le basket-ball. Il a la peau plus foncée, porte un t-shirt bleu (vert quelquefois), un pantalon gris et arbore un brassard sur le front.

- Lucie : une élève de la classe d'Enzo et de Brice puis une amie très proche d'Arthur dont elle a le béguin. Elle est sportive et douée au football. Elle est aussi obsédé par les stars notamment des Slobber.

- Mlle Perla : la professeure d'art plastique et de musique de l'école d'Angelo. Douce, calme et gentille, elle peut néanmoins se montrer sévère comme dans l'épisode Ma journée idéale. Elle anime également des ateliers de yoga et de relaxation.

- Grand-mère : c'est la grand-mère maternelle d'Angelo au caractère affectueux et sympathique qui adore les gâteaux et les cookies. Dans l'épisode Le Gratin de Maman, il lui fait croire qu'il adore la recette des choux de Bruxelles mais il découvre qu'elle-même ne l'a jamais apprécié et ils changent ensemble cette vieille tradition du mardi en un gratin de pâtes aux poivrons.

- Yoann : un des meilleurs amis d'Angelo. Il est aussi intelligent que Victor. C'est un accro aux jeux vidéo et tout ce qui a rapport avec la technologie. Dans l'épisode Stupide téléphone, il a des capacités de Hacker. Son pseudonyme de héros (dans Dark Angelo 2 : La Guerre Wiznimale) est Gennix.

- Monsieur Bubulle : le poisson de Pierre.

- Jean-baptiste ou J-B : c'est un camarade de classe d'Angelo. Il est assez naïf et donc facilement influençable.

- Gilbert : c'est le voisin d'Angelo. Il est âgé, grincheux et assez imprévisible. Il jardine, parfois il parle à son mur en mangeant des croquettes pour chat. Pour son âge, il est extrêmement compétitif, souvent il arrive à mettre Angelo au défi de le battre. Angelo peut l'aider en échange d'un service. On découvre qu'il a un neveu dans la saison 4, Donald.

- Eddie : c'est un adolescent « à l'ouest » qui est un ami d'Angelo, il est le cuisinier de la cantine du collège. Il est aussi responsable de la salle polyvalente de la ville, il est parfois crado et irresponsable. Il n'a aucun respect pour Gilbert car il appelle : Papy (La lutte des clubs), Grand-père (Opération bonbons), L'ancêtre (divers épisodes), etc. À l'âge d'Angelo il était dans la classe d'Alvina ; il a tendance à appeler Angelo p'tit-pote, et Pierre mini-pote, et donne ces surnoms à tous ceux des mêmes tranches d'âge que ces deux derniers.

- Père de Lola : il adore regarder les matchs de basket, c'est un fan des Tropix. Il a aussi vendu du matériel de ski au marché aux puces. Mise à part cela, on ne sait pas grand chose sur lui.

- Ollie Van Dunk : prononcé Ollie Van Donne dans la saison 1, c'est un grand skateur du coin qu'Angelo et ses amis, notamment Yoann, Victor et Lola, apprécient à fond. Quand Angelo et ses deux amis sont arrivés à l'interviewer, il leur révèle qu'il a eu plusieurs blessures avant de faire, de figures extrêmes et d'être lancé. Angelo, Lola Yoann et tous leurs amis veulent réussir ses figures comme Yo-yo, Kickflip et certains, sans avoir une seule égratignure et en une seule journée. Il aimerait, comme animal, devenir un hamster. Dans Van Dunk et son mojo, en saison 4, il perd sa détermination et sa bonne humeur (qu'il nomme son mojo), et n'arrive plus à réaliser la moindre figure. Il le retrouvera grâce à Angelo et ses amis.

- Basil : c'est le créateur du groupe Slobber, il n'est pas très optimiste et est plutôt du genre cool et formel. Il porte un costume noir et comme son jumeau, avec des tatouages sur le bras. Angelo est même arrivé à faire une rime avec son nom dans la saison 2 lors de l'épisode Fou du Foot, et en contradiction avec cet épisode, Lola et Victor, ne se souviennent pas de celui qui se nomme ainsi et Lola eut juste à affirmer à Victor qu'il ne s'agissait que d'une simple rime. Dès l'épisode Les 30 secondes les plus longues, il se fait appeler Alexander. Dans l'épisode Mon père ce rockeur, on découvre que son vrai prénom est Jean-Guy.

- Mickaël : c'est le jumeau de Basil (Alexander dans la saison 3) et le beau gosse du groupe Slobber, Lola a eu un coup de foudre pour lui. Il est du genre extraverti, est vêtu d'un costume vert, et a une voix merveilleuse. Lors de l'épisode sur le concours d'Air Guitar, il a organisé un concert et un concours d'Air Guitar, il décida d'utiliser la manière du travail d'équipe d'Angelo et ses coéquipiers pour réaliser leur concert dans le collège d'Angelo. Dans l'épisode Mon père ce rockeur, on découvre que son vrai prénom est Jean-Édouard.

- Cathy : c'est une restauratrice du coin. Elle vend des tartelettes et des cupcakes. Angelo aime beaucoup ses pâtisseries.

- Madame Escobar : l'autre voisine d'Angelo. Elle ressemble étonnamment à la grand-mère de ce dernier sauf qu'elle a les cheveux attachés au derrière. Elle apparaît dans de nombreux épisodes souvent à la boutique de Cathy ou même au magasin de chaussures. Elle aussi adore les gâteaux et les sacs, et elle souffre de la presbytie. Dans la saison 3, elle marche désormais avec une canne.

- Gigi : la nièce de 4 ans de mademoiselle Perla, elle aime faire du tricycle.

- Présentateur TV : un journaliste portant des lunettes, pas très futé.

- Damien Brosse : artiste prétentieux, snob et égoïste. Il est photographe et dessinateur. Il estime qu'on ne l'apprécie pas à sa juste valeur. À l'occasion, le collège d'Angelo l'engage pour faire les photos de classe. Dans un autre épisode, il loge provisoirement dans la famille d'Angelo mais finit par se rendre insupportable.

- Jordan : À partir de la saison 5, il deviendra le grand rival d'Angelo. Élève de l'école Marie Curie et ultrariche, il n'hésite pas à utiliser sa notoriété pour narguer et nuire à nos personnages. Il est souvent accompagné de deux jumelles aux cheveux bleus foncés.

- Lilou : Elle est aussi élève à Marie Curie mais est très sympathique. C'est une grande écologiste activiste qui fait des conférences et des mobilisations pour sensibiliser les gens. Angelo sera amoureux d'elle tout le long de la saison 5. Ce dernier fera tout pour la charmer jusqu'à changer radicalement de vie comme dans Sauvons la planète.

- Donald : C'est le neveu de Gilbert. Sournois et rusé comme l'était son grand-père au même âge, il apparaîtra dans un seul épisode Le neveu de Gilbert. Il causera beaucoup de tort au trio.

## Fiche technique
- Titre original : Angelo la Débrouille
- Création : Sylvie de Mathuisieulx et Sébastien Diologent
- Réalisation : Chloé Miller (saisons 1-2), Franz Kirchner (saison 2), Max Maleo (saisons 3-4), Thierry Marchand (saisons 3-4)
- Scénario : Andy Rheingold, Amy Jackson, Greg Grabianski, Benjamin Richard, Christopher Panzner, Anastasia Heinzl, Rick Groel, Dominique Latil, Theresia Rippel, Jeffrey Kearney, Anne D. Bernstein
- Musique : Vincent Boutolleau
- Production : 
  - Producteur(s) : Andy Rheingold, Amy Jackson, Perrine Gauthier, Caroline Souris, Christophe Archambault, Genevieve Dexter,
  - Producteur(s) délégué(s) : Corinne Kouper, Tom van Waveren, Guillaume Hellouin, Edward Galton
- Société(s) de production : France Télévisions, TeamTO, Cake Entertainment, Imira Entertainment
- Société(s) de distribution : Télétoon+
- Durée :
  - Saison 1 : 7 minutes
  - Saison 2 : 10 minutes
  - depuis la saison 3 : 11 minutes
- Langues : Français
- Diffusion :  France
- Studio d'enregistrement : 
  - Voix : Big Yellow Duck, Syncsound et Audi'Art
  - Post production son : Elude et Audi'Art
  - Laboratoire Vidéo : Rive Gauche Broadcast

## Distribution
- Susan Sindberg (saison 1) puis Marie Diot (à partir de la saison 2) : Angelo Dujardin
- Jackie Berger (saisons 1-3) puis Brigitte Lecordier (à partir de la saison 4) : Victor Laforêt, voix additionnelles
- Frédérique Marlot : Lola, Eliott, voix additionnelles
- Céline Melloul  : Alvina, Pierre, Gladys, Lucie (à partir de la saison 3), Enzo, J-B, Gigi, voix additionnelles
- Nathalie Bienaimé : Maman, Mlle Perla, Olivia, Annie, Brice, voix additionnelles
- Patrick Pellegrin : Papa, Walter Manetti, Gilbert, Vladimir Zonka.
- Vincent de Boüard : Yoann, Eddie, Ollie Van Dunk, Vigile (à partir de la saison 3)
- Jean-Pierre Leblan : M. Leroux, voix additionnelles

Version originale
- Studio d'enregistrement : Audi'Art
- Direction artistique : Coco Noël
- Adaptation : Loïc Espinosa, François Bercovici et Marianne Rabineau

 Source et légende : version française (VF) sur RS Doublage

## Production
La série d'animation est inspirée des livres de la série Comment faire enrager… créée par Sylvie de Mathuisieulx et Sébastien Diologent, parus aux éditions Petit à petit,,. La direction d'écriture pour la série d'animation est ensuite assurée par Amy Jackson et Andy Rheingold.
Des épisodes courts sont diffusé en VOD 3D relief sur la console Nintendo 3DS, entre juillet et décembre 2011.
Après la 5e saison, le président de Cake Entertainment, société de production d'Angelo la Débrouille, et producteur exécutif Tom van Waveren explique : « Il est rare d'avoir le privilège de produire cinq saisons d'une série et c'est très gratifiant de continuer à apporter de nouvelles histoires d'Angelo à des millions de fans d'Angelo. » Un téléfilm spécial Noël sur Angelo, intitulé Angelo la débrouille : Réveille-toi ! C'est Noël ! est annoncé pour 2021. Il est diffusé le 13 décembre 2021 exclusivement sur Canal+, en France, et dure environ 64 minutes. À ce sujet, Corinne Kouper, vice-présidente du développement et de la production de TeamTO, déclare en 2021 : « après plus de dix années de succès et de divertissement à l'antenne, il était temps qu'Angelo joue dans sa propre aventure de long métrage. La version originale d'Angelo sur l'esprit de Noël va certainement faire des étincelles. »

## Épisodes
La première saison de la série est diffusée à partir du 5 avril 2009 sur France 3. Elle est ensuite diffusée en avril 2010 sur Télétoon+. TeamTO, Cake Entertainment et Télétoon+ classent, par la suite, la série au vert et la renouvellent pour une deuxième saison qui comporte 49 épisodes, dont trois épisodes spéciaux. Cette deuxième saison a été diffusée du 20 août 2012 jusqu'à une date inconnue sur France 3 et à partir du 9 mars 2014 sur Télétoon+. La série est renouvelée pour une troisième saison diffusée à partir du 27 juin 2016 sur France 4 puis le 29 août 2016 sur Télétoon+. La série est de nouveau renouvelée pour une quatrième saison, qui est diffusée à partir du 8 janvier 2018 sur Télétoon+ et par la suite sur France 4.
Une cinquième saison est annoncée en 2021 et, à cette occasion, un jeu concours est organisé avec à la clé un skateboard et des équipements. La saison 5 est diffusée dès le 31 août 2022 sur France 4, en France, et en Allemagne.
Une série de douze épisodes courts (1 minute), intitulée Angelo ! : Histoires de la marge, est diffusée en 2020 uniquement en allemand. Ils sont disponibles sur Kividoo, TOGGO et tvnow. Aussi, un téléfilm spécial Noël, intitulé Angelo la débrouille : Réveille-toi ! C'est Noël !, est diffusé en 2021 sur Canal+.
À l'international, la série est intitulée Angelo Rules et est diffusée dans plus d'une centaine de pays (entre 100 et 150 selon les sources). Côté francophone, au Québec, Canada, la série a été diffusée à partir de l'automne 2011 jusqu'à une date inconnue sur Vrak.TV. En Europe, elle a été diffusée sur Super RTL en Allemagne, ainsi que sur Cartoon Network en Angleterre à partir du 1er janvier 2010[réf. nécessaire]. En Irlande, elle a été doublée en irlandais et diffusée sur la chaîne Cúla4.

## Médias

### Jeux mobile
Un premier jeu mobile pour téléphones et tablettes Android, nommée Angelo la Débrouille, une journée bien remplie, initialement prévu pour une sortie au 4e trimestre 2014, est publié en juillet 2015 sur l'App Store et Google Play,. Un autre jeu mobile, intitulé Angelo Skate Away, est sorti en fin juin 2016 et est disponible sur la plateforme Android, avant d'être également disponible en début juillet 2016 sur iOS. Une autre application sort le 27 juin 2019 pour Android, intitulée Angelo Kart, inspirée de jeux comme Sonic and All-Stars Racing Transformed, ou encore Garfield Kart : Furious Racing.
En 2021, une quatrième application sort sous le nom de Angelo Foot où Angelo s'essaye au football.

### Livre
Un livre adaptée de la série, est publié le 20 janvier 2014, édité par Physalis,.

## Accueil
La série a reçu de bonnes critiques générales, avec une note de 3,2 sur 5 par les internautes d'Allociné la jugeant satisfaisante. Sur Common Sense Media elle obtient une note de 3 sur 5. Toute La Télé considère Angelo la débrouille, aux côtés d'autres séries, comme l'un des « dessins animés les plus fédérateurs sur France 4. »

## Rumeurs
En juillet 2024, une rumeur sur TikTok est propagée annonçant la mort d’Angelo la Débrouille. Elle provient de plusieurs utilisateurs ayant fait des lives en « hommage » au personnage tout en pleurant et parlant de la cause de sa mort. Cette rumeur est rapidement démentie par Canal+ et Okoo avec des vidéos TikTok au ton humoristique.

## Distinctions
- 2009 : 1re place des screenings du MIPCOM Junior, France[réf. nécessaire] ;
- 2010 : Pulcinella Award de la meilleure série pour les enfants au festival Cartoons on the Bay, Italie[réf. nécessaire] ;
- 2011 : Sélection au Festival International du Film d’Animation d'Annecy, France ;
- 2011 : Sélection au festival Banff, Canada[4] ;
- 2011 : Sélection au Festival International du film pour enfants et jeune public de Zlin, République tchèque[4] ;
- 2011 : Sélection au Chicago International Children Film Festival, États-Unis ;
- 2011 : Sélection pour le prix de l’adaptation catégorie série télévisée au Salon du Livre et de la Presse Jeunesse de Montreuil, France
- 2012 : Sélection au festival Anima Mundi, Brésil[4]
- 2013 : Nomination pour le prix de la meilleure série animée pour enfants aux International Emmy Kids Awards[4],[30]